# Найденко Сергій Миколайович
Сергі́й Микола́йович Найденко (нар. 10 лютого 1960, Первомайськ, Миколаївська область, СРСР — пом. 19 серпня 2015, Суми, Україна) — радянський та український футболіст, захисник, пізніше — дитячий тренер та арбітр. У радянській вищій лізі зіграв вісім матчів. Переможець юніорського турніру УЄФА 1978 року. Майстер спорту СРСР (1979).

## Кар'єра гравця
Починав займатися футболом в Первомайську, перший тренер — Леонід Григорович Кривицький. Надалі займався в спортінтернатах Києва та Ворошиловграда, тренер в Луганську — Вадим Дмитрович Добіжа. Чемпіон СРСР серед юнаків 1977 року (володар «Кубку Юності»), переможець Молодіжних ігор СРСР 1977 року.
У 1979 році включений до першого складу ворошиловградської «Зорі», що грала тоді у вищій лізі. Дебютував у Кубку СРСР 12 березня 1979 року в грі проти кутаїського «Торпедо», а в чемпіонаті країни — 10 квітня 1979 року в матчі з московським «Спартаком». До кінця сезону взяв участь у восьми матчах чемпіонату, а його команда вилетіла з вищої ліги. У наступних сезонах продовжував грати за «Зорю» в першій лізі.
У 1982 році був призваний до армії, виступав спочатку за дубль львівських «СКА-Карпат», а в сезоні 1983 року — за київський СКА. У складі киян став переможцем шостий зони другої ліги і тим самим — чемпіоном Української РСР серед команд другої ліги. У 1984 році виступав за миколаївський «Суднобудівник», а на наступний рік грав у турнірі КФК за «Сокіл» (Ровеньки). У 1986 році повернувся до луганської «Зорі» і з цією командою став переможцем зонального турніру другої ліги і чемпіоном Української РСР. У 1987 році закінчив кар'єру на рівні команд майстрів.
Надалі декілька років виступав за команди з міста Ровеньки в змаганнях КФК, а також за аматорські команди, які грали на рівні чемпіонатів областей.

## Кар'єра в збірній
У 1978 році в складі юнацької збірної СРСР став переможцем юніорського турніру УЄФА (неофіційного чемпіонату Європи), в тому числі виходив на поле у фінальному матчі.

## Тренерська діяльність
З 1996 року працював тренером в СДЮШОР «Зміна» міста Суми. З 2012 року й до своєї смерті входив в тренерський штаб клубу «Барса» (Суми).
Був головою міської федерації футболу і входив до складу виконкому обласної федерації.

## Суддівська кар'єра
Як суддя взяв участь у більш ніж 200 офіційних матчах чемпіонату й Кубку України. Головним суддею працював тільки на матчах нижчих дивізіонів. У вищій лізі провів 59 матчів як лінійний арбітр.

## Особисте життя
Помер 19 серпня 2015 року в Сумах на 56-му році життя. Похований на Баранівському кладовищі.
Син Сергій (нар. 1984) теж був футболістом, зіграв декілька матчів в першій і другій лізі за команди Сум.

## Досягнення

### Як гравця
збірна СРСР
- Юнацький чемпіонат Європи (U-19)
  -  Володар (1): 1978

СКА (Київ)
- Чемпіонат Української РСР
  -  Чемпіон (1): 1986

- Друга ліга СРСР (6-та група)
  -  Чемпіон (1): 1983

Зоря (Ворошиловград)
- Чемпіонат Української РСР
  -  Чемпіон (1): 1986

- Друга ліга СРСР (6-та група)
  -  Чемпіон (1): 1986

### Індивідуальні
- У списку найкращих футболістів Української РСР: № 2(1983)

- Майстер спорту СРСР (1979)